# (23327) Luchernandez
(23327) Luchernandez est un astéroïde de la ceinture principale.

## Description
(23327) Luchernandez est un astéroïde de la ceinture principale. Il fut découvert le 20 janvier 2001 à Socorro (Nouveau-Mexique) par le projet LINEAR. Il présente une orbite caractérisée par un demi-grand axe de 2,34 UA, une excentricité de 0,11 et une inclinaison de 5,8° par rapport à l'écliptique.

## Compléments